# Torrent del Guinard
El torrent del Guinard és un curs d'aigua format per la unió de diversos torrents provinents del turó de Mont-rodon (Matadepera). Bona part del seu curs fa de partió entre els municipis de Castellar del Vallès i Terrassa. Rep les aigües dels torrents del Llop i del Tudoner abans d'unir-se amb el torrent de Botelles i formar el torrent de Ribatallada.